# Bahnhofsbrücke Letmathe

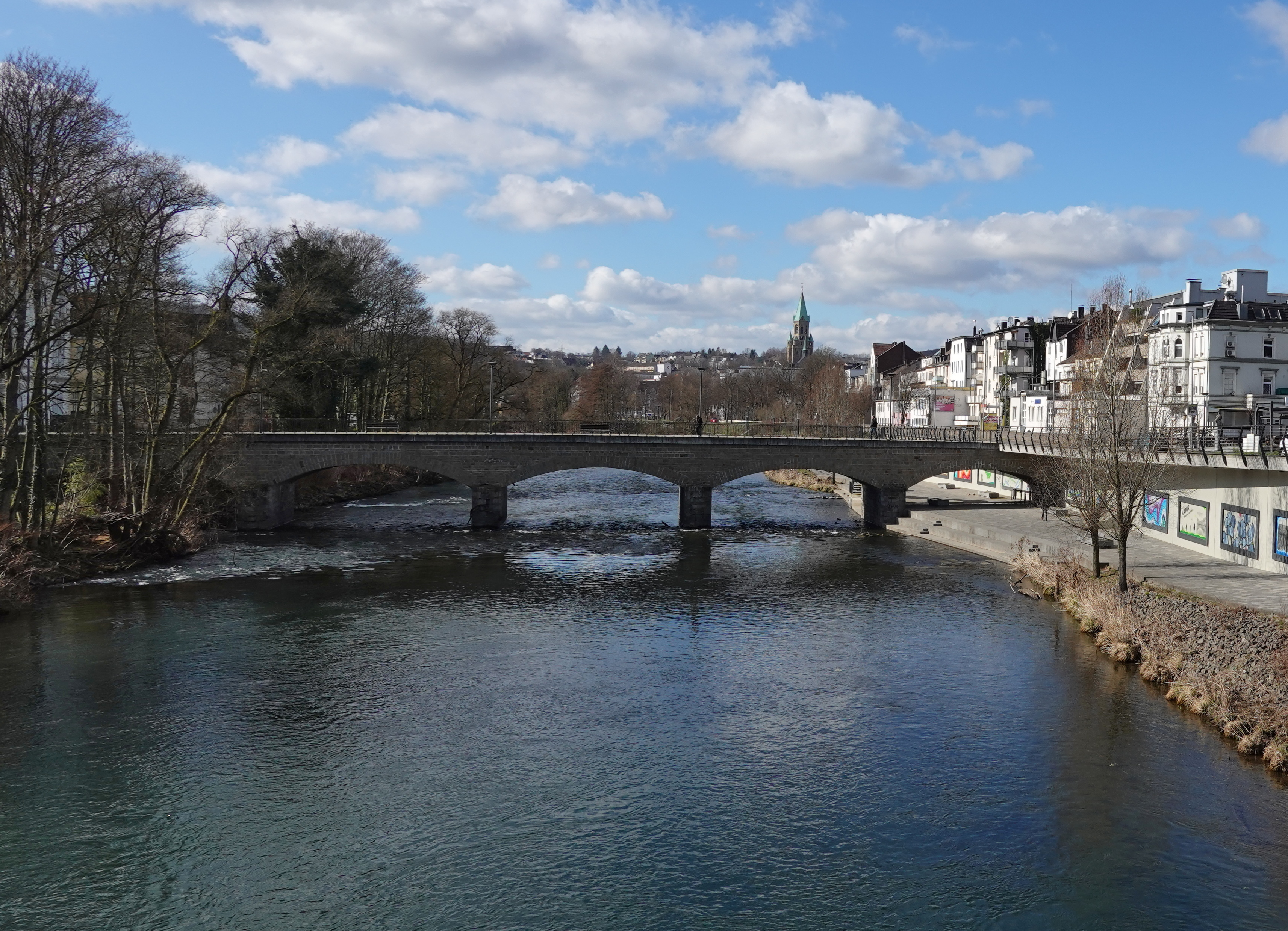
Lennebrücke (Februar 2023)

Die Bahnhofsbrücke Letmathe ist ein denkmalgeschütztes Brückenbauwerk über die Lenne im Iserlohner Stadtteil Letmathe. Sie verbindet das nördlich der Lenne liegende Zentrum mit dem südlich der Lenne befindlichen Bahnhof Letmathe.

## Geschichte und Architektur
Die 1857 gegründete „Letmather Brückenbau Aktiengesellschaft“ und die Kommune als deren größter Anteilseigner setzten sich dafür ein, dass das geplante Bauwerk eine Verbindung zwischen dem noch zu errichtenden Bahnhofsempfangsgebäude und der nördlichen Stadtentwicklung herstellt. Die Reichsbahndirektion Elberfeld begann 1858 mit dem Bau einer Segmentbogenbrücke. Errichtet wurde sie aus Naturstein auf vier Strompfeilern. Stehende Steinformate betonen die Segmentbogenstirnflächen und liegende Steinformate die Brüstungsflächen. Am 21. März 1859 wurde die Lennebrücke für den Verkehr freigegeben. Der erste Zug fuhr am 14. Juli 1859 in den nahegelegenen Bahnhof ein, dessen Empfangsgebäude erst 1865 errichtet wurde.
Die heutigen Geländer der Bahnhofsbrücke stammen aus der Zeit um 1897.
Für den Straßenverkehr wurde die Lennebrücke 1994 gesperrt, da sie nicht mehr den Belastungen genügen konnte. 100 Meter lenneaufwärts entstand eine neue Straßenbrücke, die 1997 freigegeben wurde.
Am 11. April 2013 wurde die „Lennebrücke“ in die Liste der Baudenkmäler der Stadt Iserlohn unter laufender Nummer 232 eingetragen.

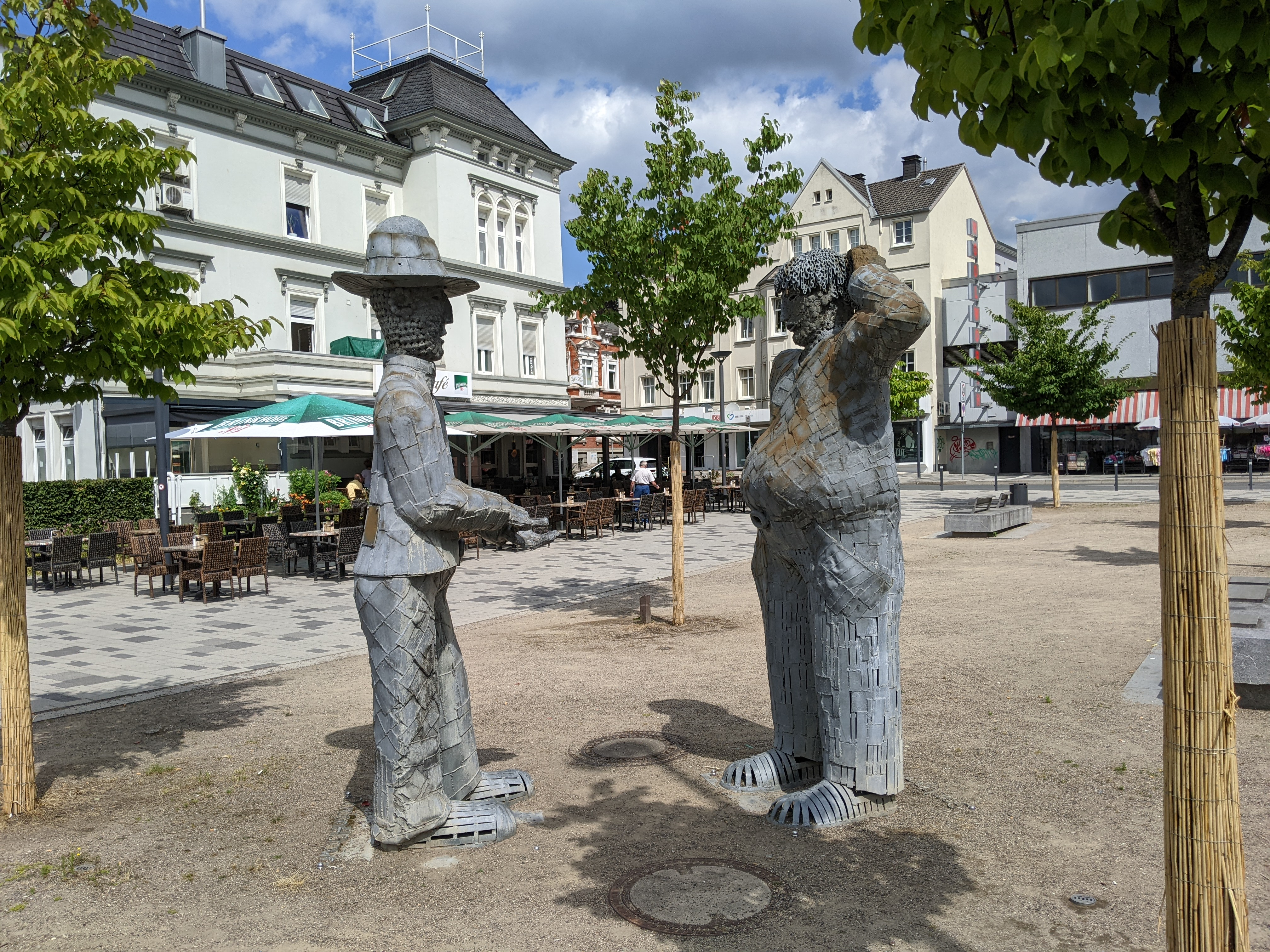
Brückenzoll-Skulpturen von Gordon Brown

Auf dem Letnettiplatz gegenüber dem nördlichen Ende der Brücke erinnern zwei Skulpturen des Künstlers Gordon Brown, die einen Zöllner und einen Steinbrucharbeiter darstellen, heute an die Zeit, als noch Brückenzoll verlangt wurde.